# Pórcia Guimarães Alves

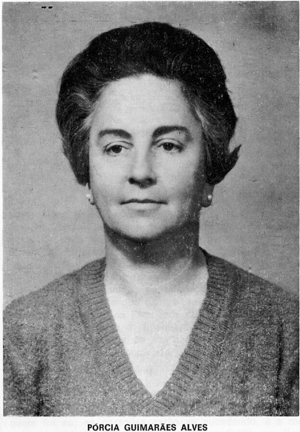
Pórcia Guimarães Alves

Pórcia Guimarães Alves (Curitiba, 9 de novembro de 1917 - 25 de junho de 2005), foi uma psicóloga, pedagoga e professora brasileira. Foi pioneira no Paraná na área da psicopedagogia, sendo responsável por uma série de iniciativas no campo da educação.

## Biografia
Pórcia Guimarães Alves nasceu em Curitiba, em 9 de novembro de 1917, filha de Magdalena Guimarães Alves e Orestes Augusto Alves, a mais velha de quatro irmãos. Era bisneta do Visconde de Nacar.
Em 1941, Pórcia formou-se na primeira turma do curso de Pedagogia pela Universidade Federal do Paraná (UFPR). Iniciou sua vida profissional no Grupo Escolar 19 de Dezembro, em Curitiba e, mais tarde, passou a lecionar no ensino superior. Entre 1951 e 1982, lecionou, entre outras, a disciplina de Psicologia da Educação na UFPR.
Em 1956, organizou a primeira Clínica Psicológica do Estado. Em 1958, instalou a primeira "Classe Especial para Deficientes Mentais" e, mais tarde, o primeiro Pavilhão de Artes Industriais do Paraná. Tem trabalhos publicados no Brasil e no exterior, destacando-se que em 1962 texto de sua autoria foi inserido em livro publicado pela UNESCO.
Em 1962, fundou o Instituto Decroly, sendo pioneira em aplicar a psicologia no diagnóstico e terapia de crianças com desvio de comportamento. No mesmo Instituto, em 1968, criou o "Jardim de Infância e Classe para Superdotados".
Em 1990, recebeu o título de "Vulto Emérito", concedido pela Câmara Municipal de Curitiba. Em 1993, recebeu o título de "Professor Emérito", concedido pela Universidade Federal do Paraná.

## Artigos e Livros Publicados
1949 - "A anorexia essencial na infância" - Revista de Pediatria e Puericultura - dez/1949
1958 - "Perturbações emocionais na aprendizagem" - Boletim do Instituto Antônio Aurélio da Costa Ferreira: "A CRIANÇA PORTUGUESA" - vol. XVII, Lisboa, Portugal
1961 - "Contribuição ao Estudo da Repetência Escolar" - Tese de Concurso à Cátedra de Psicologia Educacional na Faculdade de Filosofia, Ciências e Letras da Universidade Federal do Paraná
1962 - "A análise sociométrica como recurso didático", capítulo do livro "La sociedad y la educación en América Latina" - Robert Havighurst y colaboradores UNESCO - Eudeba, Buenos Aires
1967 - "A Criança e a Escola" - Jornal de Pediatria - vol. 32, julho/agosto de 1967
1967 - "Aspectos Pedagógicos do Mongolismo" - Revista Brasileira de Deficiência Mental" - vol. 11 - julho/dezembro de 1967
1971 - "Da necessidade de atendimento especial ao Superdotado" - Anais do Seminário sobre Superdotados - DEC/MEC - Brasília
1972 - "Os motivos preferidos dos desenhos de crianças das Escolas Primárias da Cidade de Curitiba" - Revista da Faculdade de Educação - UFPR
1975 - Adolescentes: tipo de trabalho remunerado e correlações" - Cadernos de Psicologia Aplicada - UFRGS - vol 3. - julho/dezembro/1975
1976 - Adolescentes - incidência da idade no casamento" - Cadernos de Psicologia Aplicada - UFRGS - vol. 4 - julho/dezembro/1976
1977 - "Da necessidade de atendimento e orientação às crianças limítrofes" - Cadernos de Psicologia Aplicada - UFRGS - vol. 5 - janeiro/dezembro/1977
1984 - "Tradições Míticas nos Grupos Etnicos do Paraná" - Anais do II Ciclo de Estudos sobre o Imaginário - Fundação Joaquim Nabuco. Recife, PE
1988 - Memória da Fundação da Faculdade de Filosofia, Ciências e Letras do Paraná" - EDUCAR - Revista do Setor de Educação da UFPR, n. 1/2 - vol. 7
1992 - "As estruturas do imagiário" - Anais do V e VI Encontro Paranaense de Psicologia CRP-08-PR
1997 - "Memória da Psicologia no Paraná". Curitiba: Pinha Ltda.